# Senotainia rognesi
Senotainia rognesi är en tvåvingeart som beskrevs av Yu. G. Verves 1994. Senotainia rognesi ingår i släktet Senotainia och familjen köttflugor. Inga underarter finns listade i Catalogue of Life.